# Tôn Đức Thắng
Tôn Đức Thắng (20 de agosto de 1888 - 30 de março de 1980) foi o segundo e último presidente do Vietnã do Norte e o primeiro presidente da República Socialista do Vietnã sob o domínio de Lê Duẩn. O cargo de presidente era cerimonial e Thắng nunca foi um grande decisor político ou mesmo um membro do Politburo, conselho governante do Vietnã. Atuou como presidente, inicialmente, do Vietnã do Norte a partir de 2 de setembro de 1969, e mais tarde de um Vietnã unificado, até sua morte em 1980. Era um nacionalista vietnamita e político comunista importante, foi presidente do Comitê Permanente  da Assembleia Nacional de 1955 a 1960 e atuou como vice-presidente para Ho Chi Minh entre 1960 a 1969. Na época da sua morte, aos 91 anos, foi o chefe de Estado mais velho com o título de "presidente" (posteriormente superado por Hastings Banda).